# Jan Spáčil
Jan Spáčil (17. září 1913 Hejčín – 16. prosince 1998 Olomouc) byl moravský malíř, scénograf, režisér, loutkař. 

## Dílo
Je spjatý s působením v hejčínském loutkovém divadélku Kašpárkova říše. I přes doporučení od sochaře Vojtěcha Hořínka ke studiu výtvarné školy se na otcovo přání vyučil hodinářem u svého strýce Jindřicha Spáčila v Samotiškách. Na malbách kulis spolupracoval s Františkem Čechem, zakladatelem Kašpárkovy říše. Po vyučení pracoval jako jemný mechanik leteckých přístrojů v závodu Letov (AOZ Olomouc).
Poválečnou nabídku od dramatika Jana Malíka a scénografa a grafika Vojtěcha Cinybulka působit na loutkářské katedře DAMU v Praze odmítl. Začal také malovat. Známé jsou jeho obrazy znázorňující idylickou venkovskou krajinu Hejčína a okolí. Maloval také v době zahraničního služebního pobytu v Indonésii (okolí Yogyakarty), kde strávil celou polovinu roku 1964. Malování se mu stalo jeho druhou profesí a celoživotní zálibou. „Malování mě drželo od školních let a drží dodnes. Po pracovní době jsem vzal malířské potřeby do tašky, sedl na kolo a vyjel do prostoru.“ 
Vystavoval v Samotiškách u Olomouce (1997), v Olomouci (1998) a Mladé Boleslavi. Fotograficky zachytil obrazy z každodenního života a historii divadélka Kašpárkova říše. Přátelil se i s olomouckým malířem Antonínem Malendou.
Navrhoval také loutky a scény pro loutkové představení Kaimovo dobrodružství (V. Cinybulk, 1952).
Malířské dílo: Tři červené domy, Za hejčínskou elektrárnou (1946), V lukách za Řepčínem, Indonéský pobyt (sopka Merapi, sopka La Vu, okolí Jogjakarty)    